# Georg von Holtzbrinck Preis für Wissenschaftsjournalismus

Logo

Der Georg von Holtzbrinck Preis für Wissenschaftsjournalismus ist ein deutscher Journalistenpreis.
Der Preis wurde 1995 von der Verlagsgruppe Georg von Holtzbrinck anlässlich des 150-jährigen Bestehens der Zeitschrift „Scientific American“, einer der ältesten und weltweit angesehensten populärwissenschaftlichen Zeitschriften, begründet.
Die in jährlichem Turnus stattfindende Preisvergabe zeichnet herausragende Leistungen deutschsprachiger Journalisten auf dem Gebiet des Wissenschaftsjournalismus, insbesondere aus den Bereichen Naturwissenschaften, Technologie und Medizin, aus. Es werden drei Preise (Print, elektronische Medien und seit 2024 Short Form) mit jeweils 10.000 Euro verliehen. Seit 2012 wird ein Nachwuchspreis in Höhe von 5.000 Euro an Bewerber vergeben, die unter 30 Jahre alt sind.
Anlässlich der Preisverleihung wird jeweils eine hochrangig besetzte Diskussionsrunde zu einem aktuellen Wissenschaftsthema veranstaltet.

## Preisträger
- 1995: Barbara Hobom
- 1996: Herbert Cerutti
- 1997: Vivien Marx
- 1998: Stefan Klein (1. Platz), Hartmut Wewetzer (2. Platz), Ranga Yogeshwar (3. Platz)
- 1999: Dagmar Röhrlich
- 2000: Thorwald Ewe
- 2001: Astrid Dähn, Bernd Schuh
- 2002: Ulf von Rauchhaupt (Print), Tilman Achtnich (elektronische Medien)
- 2003: Klaus Bachmann (Print), Frank Grotelüschen (elektronische Medien)
- 2004: Volker Stollorz (Print), Grit Kienzlen (elektronische Medien)
- 2005: Irene Meichsner (Print), Ralf Krauter (elektronische Medien), Sonderpreis für erfolgreiche Wissensvermittlung an Kinder und Jugendliche an Peter Lustig für Löwenzahn und Armin Maiwald für die Sendung mit der Maus
- 2006: Ulrich Schnabel – Zeit (Print), Michael Lange und Martin Winkelheide (elektronische Medien)
- 2007: Christian Schwägerl – FAZ (Print), Kristin Raabe (elektronische Medien)
- 2008: Max Rauner, ZEIT Wissen, Die Zeit (Print), Christian Friedl, Bayerischer Rundfunk (elektronische Medien)
- 2009: Jörg Albrecht, Frankfurter Allgemeine Sonntagszeitung und Malte Henk, GEO (Print), Thomas Liesen, freier Wissenschaftsjournalist (elektronische Medien)
- 2010: Richard Friebe, freier Wissenschaftsjournalist (Print), Volkart Wildermuth, freier Wissenschaftsjournalist (elektronische Medien)
- 2011: Tim Schröder, freier Wissenschaftsjournalist (Print), Jan Lublinski, freier Wissenschaftsjournalist (elektronische Medien)
- 2012: Martina Keller, freie Wissenschaftsjournalistin (Print), John A. Kantara, freier Journalist und TV-Autor (elektronische Medien) und Bertram Weiß (Nachwuchs)[2]
- 2013: Johanna Romberg, Redakteurin bei GEO (Print), Marieke Degen, freie Journalistin (elektronische Medien), Robert Gast, freier Journalist (Nachwuchs)[3]
- 2014: Reto U. Schneider, stellvertretender Chefredakteur von NZZ Folio (Print), Carsten Binsack, freier Regisseur und TV-Autor (elektronische Medien), Alina Schadwinkel, Zeit-Online-Redakteurin (Nachwuchs)[4]
- 2015: Malte Henk, Stefanie Kara, Laura Höflinger[5]
- 2016: Bernhard Albrecht, Thomas Reintjes, Lydia Klöckner, Adrian Lobe[6]
- 2017: Anke Sparmann, freie Autorin (Print), Alexander Lahl und Max Mönch, freie Autoren und Regisseure (elektronische Medien), Theodor Schaarschmidt, freier Journalist (Nachwuchs)[7]
- 2018: Rüdiger Braun, freier Autor (Print); Mai Thi Nguyen-Kim, freie Journalistin und Petra Höfer (posthum) / Freddie Röckenhaus, ZDF (elektronische Medien); Fritz Habekuß (Nachwuchs)[8]
- 2019: Vivian Pasquet, Redakteurin bei GEO (Print); Thomas Aders, ARD (elektronische Medien); Marlene Heckl, freie Journalistin (Nachwuchs)[9]
- 2020: Eva Wolfangel, freie Wissenschaftsjournalistin (Print), Coronavirus-Update Team, bestehend aus dem Redaktionsteam von NDR Norbert Grundei, Korinna Hennig, Anja Martini und Katharina Mahrenholtz zusammen mit Christian Drosten (elektronische Medien), Cedric Engels, freier Filmproduzent (Nachwuchs)[10]
- 2021: Tim Kalvelage, freier Wissenschaftsjournalist (Print), Anna Behrend, Wissenschafts- und Datenjournalistin (elektronische Medien), Manuel Stark, freier Wissenschaftsjournalist (Nachwuchs), Marleen Halbach, stellvertretend Marleen Halbach für die Redakteure des Science Media Centers Germany[11]
- 2022: Klaus Bachmann (Text), Eckart von Hirschhausen (elektronische Medien), Verena Mischitz (Nachwuchs)[12]
- 2023: Robert Gast (Text), Magdalena Schmude (elektronische Medien), Carolin Riethmüller (Nachwuchs)[13]
- 2024: Katharina von Ruschkowski (Text), Andrea Hauner (elektronische Medien), Joshua Kocher (Nachwuchs), Team „Fakecheck“ von Funk (Short Form)[14]